# 長股人
長股人（ちょうこじん）、長脚人（ちょうきゃくじん）、長脛人（ちょうけいじん）は中国に伝わる伝説上の人種である。修股（しゅうこ）とも。古代中国では西方に位置する国に棲んでいたとされる。

## 概説
古代中国の地理書『山海経』の海外西経によると、長股国は粛慎国の北にあり、長股人は非常に長い足をもつ人間の姿だという。
類書である王圻『三才図会』では「長脚」（ちょうきゃく）の名で紹介されており、長脚人たちは近くにすむ長臂人（ちょうひじん）たちを背中に背負って海に入り魚を捕ると記されている。日本の『和漢三才図会』や奈良絵本『異国物語』などではそちらの呼称が使われている。

## 日本への影響
日本では足長（あしなが）という存在として普及している。中国の『三才図会』に記されている魚を捕る描写は、絵画の画題として伝えられている。
『頭書増補訓蒙図彙大成』（1789年）では長脚（ちょうきゃく）という表示に対して「あしなが」という日本語を併記している。また、解説には「長脚（ちょうきゃく）は足ながき国なり よくはしる事 獣のごとし」と記されている。

## 長股人の登場する作品
遊谷子『異国奇談和荘兵衛』後編（1779年）
和荘兵衛の漂流先として、長足国が登場している。身長は1丈5、6尺ありそのうち足の長さが1丈1、2尺ばかりあるとされる。物を取るのが不便なため手長島の人を背負ってうまく活動している。
葛飾北斎『北斎漫画』
第3編（1815年）に描かれている。「長脚」と書いて「あしなが」とよませている。
歌川国芳 朝比奈諸国廻り図（1829年）
朝比奈三郎が出会ったとされるさまざまな異国人物が描かれている錦絵。あし長島という表示の下に描かれている。
河鍋暁斎「柿の曲食」
錦絵による戯画組み物『暁斎百図』（1863年～1866年）中の1枚「柿の曲食」に足長と手長が描かれている。

## 関連記事
- 長臂人
- 足長手長
- 手長足長
- 長人